# Phillipsit
Phillipsit ist die Sammelbezeichnung für ein nicht näher bestimmtes Mineral aus einer Gruppe chemisch sehr ähnlicher Minerale, bestehend aus den von der International Mineralogical Association (IMA) anerkannten Endgliedern Phillipsit-Ca, Phillipsit-K und Phillipsit-Na. Alle Endglieder kristallisieren im monoklinen Kristallsystem mit folgender chemischer Zusammensetzung:
- Phillipsit-Ca: Ca3(Si10Al6)O32·12H2O
- Phillipsit-K: K6(Si10Al6)O32·12H2O
- Phillipsit-Na: Na6(Si10Al6)O32·12H2O

Es sind also chemisch gesehen wasserhaltige Calcium-, Kalium- bzw. Natrium-Alumosilikate, die strukturell zu den Gerüstsilikaten gehören und als solche zur Gruppe der Zeolithe innerhalb der Mineralklasse der „Silikate und Germanate“ gezählt werden.
Phillipsit entwickelt meist tafelige oder isometrische bis prismatische Kristalle oder Kristallzwillinge mit glasähnlichem Glanz auf den Oberflächen, kommt aber auch in Form radialstrahliger bis kugeliger Mineral-Aggregate vor. In reiner Form ist er farblos und durchsichtig. Da er jedoch überwiegend verzwillingt bzw. in polykristallinen Aggregaten auftritt, erscheint er durch vielfache Lichtbrechung weiß. Durch Fremdbeimengungen kann er zudem eine rötliche oder gelbliche Farbe annehmen, wobei die Transparenz entsprechend bis zur Undurchsichtigkeit abnehmen kann.

## Etymologie und Geschichte
Erstmals beschrieben wurde Phillipsit 1825 durch Armand Lévy, der das Mineral nach dem englischen Mineralogen und Gründer der Geological Society of London William Phillips (1775–1829) benannte. Lévy gab als Typlokalität die in der Metropolitanstadt Catania auf Sizilien liegende Stadt Acireale, genauer die naheliegenden Hänge des Ätna, an. Neuere Beschreibungen der Mineralogie des Ätna in diesem Bereich durch Di Franco 1942 deuten allerdings darauf hin, dass die Phillipsitproben eher in den Basaltgesteinen nahe der Nachbargemeinde Aci Castello gesammelt wurden.
Im Zuge einer allgemeinen Überarbeitung der Zeolith-Nomenklatur durch Coombs et al. 1997/98 wurde Phillipsit als Mischkristallreihe in seine Endglieder aufgeteilt und das ursprünglich durch Lévy beschriebene Mineral als natriumreiches Endglied mit der Typlokalität Aci Castello unter der Bezeichnung Phillipsit-Na neu definiert. Für das kaliumreiche Endglied Phillipsit-K gilt Capo di Bove in den Albaner Bergen (Provinz Rom) und für das calciumreiche Endglied Phillipsit-Ca die Salz-See Tuffe nahe der Puuloa Road auf der Hawaii-Insel Oʻahu als Typlokalität.

## Klassifikation
Bereits in der veralteten, aber teilweise noch gebräuchlichen 8. Auflage der Mineralsystematik nach Strunz gehörten die Phillipsite zur Mineralklasse der „Silikate und Germanate“ und dort zur Abteilung der „Gerüstsilikate (Tektosilikate), mit Zeolithen“, wo sie zusammen mit Amicit, Garronit, Gismondin, Gobbinsit, Harmotom, Merlinoit, Montesommait und Yugawaralith die „Gruppe der Blätterzeolithe III“ mit der System-Nr. VIII/J.25 bildete.
Die seit 2001 gültige und von der International Mineralogical Association (IMA) verwendete 9. Auflage der Strunz’schen Mineralsystematik ordnet die Phillipsite ebenfalls in die Abteilung der „Gerüstsilikate (Tektosilikate) mit zeolithischem H2O; Familie der Zeolithe“ ein. Diese ist allerdings weiter unterteilt nach der Gerüststruktur, so dass die Minerale entsprechend ihrem Aufbau in der Unterabteilung „Ketten doppelt verbundener Vierer-Ringe“ zu finden ist, wo sie nur noch zusammen mit Harmotom die „Phillipsitgruppe“ mit der System-Nr. 9.GC.10 bilden.
Auch die vorwiegend im englischen Sprachraum gebräuchliche Systematik der Minerale nach Dana ordnet die Phillipsite in die Klasse der „Silikate“ und dort in die Abteilung der „Gerüstsilikate: Zeolith-Gruppe“ ein. Hier sind sie in der Gruppe „Gismondin und verwandte Arten“ mit der System-Nr. 77.01.03 innerhalb der Unterabteilung „Echte Zeolithe“ zu finden.

## Kristallstruktur
Phillipsit kristallisiert monoklin in der Raumgruppe P21 (Raumgruppen-Nr. 4) oder P21/m (Nr. 11) mit den Gitterparametern a = 9,865(2) Å; b = 14,300(4) Å; c = 8,668(2) Å und β = 124,20(3)° sowie einer Formeleinheit pro Elementarzelle.

## Modifikationen und Varietäten

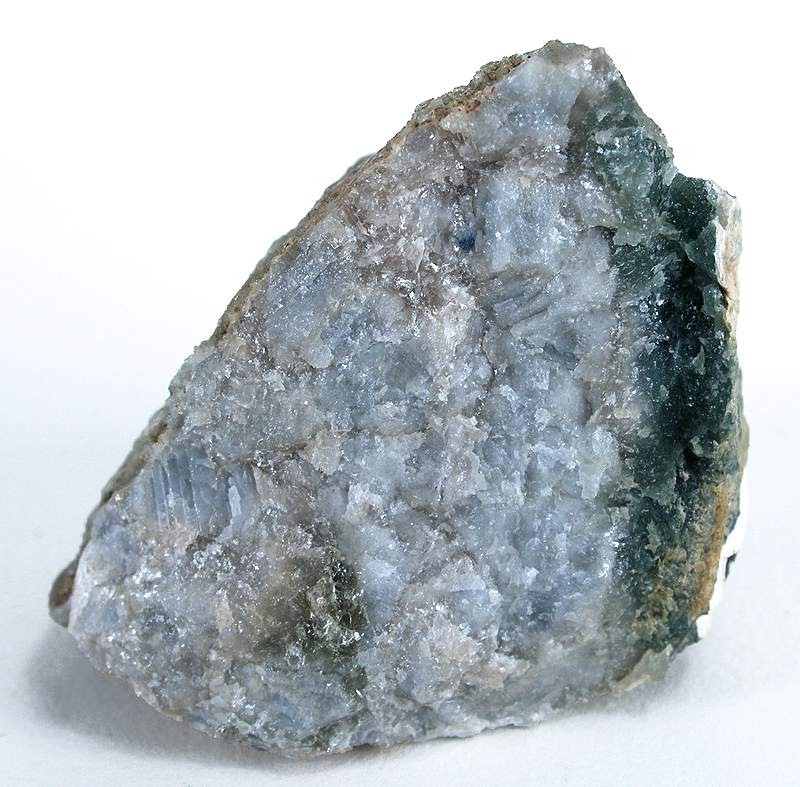
Wellsit aus der „Buck Creek Mine“, Clay County (North Carolina), USA (Größe: 4,5 cm × 4,2 × 3,8 cm)

Als „Wellsit“ wird ein Mischkristall der Reihe Harmotom–Phillipsit-Ca bezeichnet.

## Bildung und Fundorte

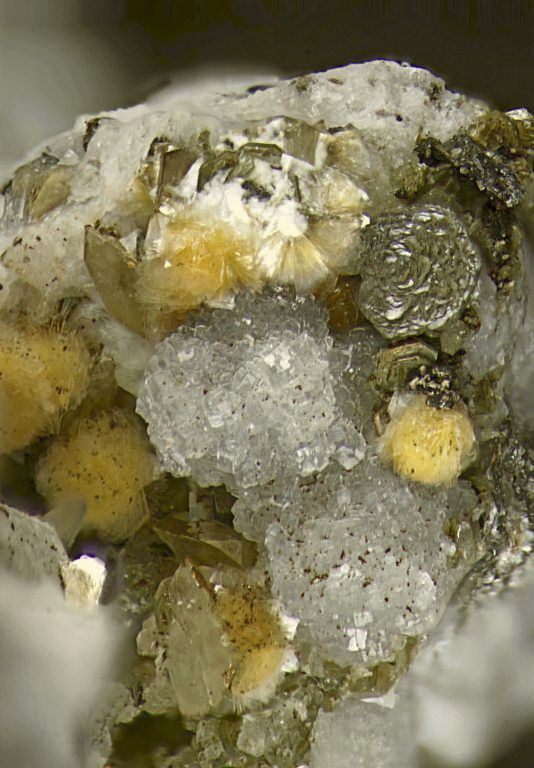
Phillipsit-K, Gmelinit-Na (gelb) und Donnayit-(Y) (dunkelgrüne Rosetten) aus dem Steinbruch Poudrette, Mont Saint-Hilaire, Québec, Kanada (Sichtfeld 4,5 mm × 6,3 mm)

Phillipsite bilden sich meist durch hydrothermale Vorgänge in Hohlräumen von alkalischen und basischen Effusivgesteinen (Vulkaniten) wie unter anderem Basalt. Daneben können sie auch als authigene Minerale in Salzseen und Thermalquellen sowie in kalkhaltigen Ablagerungen von Tiefseesedimenten entstehen. Als Begleitminerale treten neben anderen Zeolithen unter anderem noch verschiedene Apophyllite und Olivin, Calcit, Melilith, Nephelin, Nosean und Seladonit auf.
Als relativ häufige Mineralbildung können Phillipsite an verschiedenen Fundorten zum Teil zwar reichlich vorhanden sein, sind allerdings insgesamt eher wenig verbreitet. Weltweit gelten bisher (Stand 2013) rund 700 Fundorte als bekannt Konkret als Phillipsit-Ca bestimmte Minerale sind dagegen bisher nur von rund 50 Fundorten, als Phillipsit-K bestimmte Minerale ebenfalls von rund 50 Fundorten und Phillipsit-Na von rund 20 Fundorten bekannt.
In Deutschland wurden die Minerale der Phillipsitreihe bisher vor allem im Bezirk Gießen und an mehreren Stellen im Vogelsberg in Hessen und an vielen Orten in der Eifel (Daun, Gerolstein, Kelberg, Niederzissen) und im Westerwald in Rheinland-Pfalz gefunden. Daneben kennt man Phillipsit aber unter anderem auch vom Kaiserstuhl in Baden-Württemberg, dem Fichtelgebirge und der Oberpfalz in Bayern, aus dem Harz in Niedersachsen, dem Siebengebirge in Nordrhein-Westfalen, Freisen im Saarland, bei Bärenstein und Oberwiesenthal im sächsischen Erzgebirge, am Löbauer Berg in der Oberlausitz und bei Bergen im Vogtland in Sachsen sowie an der sogenannten „Pflasterkaute“, einem Basaltschlot am Berg Lehne in Thüringen.
In Österreich fand man Phillipsit unter anderem am Pauliberg im Burgenland, bei Sankt Paul im Lavanttal in Kärnten, an mehreren Fundpunkten im niederösterreichischen Waldviertel, bei Freistadt im oberösterreichischen Mühlviertel sowie am Stradner Kogel, bei Klöch, Mühldorf bei Feldbach, Kirchdorf nahe Frohnleiten und Weitendorf in der Steiermark.
In der Schweiz kennt man das Mineral bisher nur vom Oberalpstock im Kanton Graubünden.
Weitere Fundorte liegen unter anderem in der Antarktis, Argentinien, Äthiopien, Australien, Belgien, Chile, Costa Rica, Dänemark, Frankreich und Französisch-Polynesien, Griechenland, Indien, Island, Israel, Italien, Japan, Jordanien, Kanada, Kenia, Kuba, Madagaskar, Mayotte, Mexiko, Neuseeland, Norwegen, Polen, Portugal, Réunion, Rumänien, Russland, Schweden, der Slowakei, Spanien, Südafrika, Taiwan, Tansania, Tschechien, der Türkei, der Ukraine, Ungarn, dem Vereinigten Königreich (UK), den Vereinigten Staaten von Amerika (USA) und Zypern.
Auch in Gesteinsproben des „Ninety East Ridge“ aus dem Indischen Ozean sowie in mehreren Gesteinsproben vom Pazifischen Ozean im südkalifornischen Grenzgebiet und der Clarion-Clipperton-Zone konnte Phillipsit nachgewiesen werden.